# Titandioxid
Titandioxid (TiO2) er et naturligt forekommende mineral, der findes i tre former: rutil (mest udbredt), anatas og brookit. Rutil har et højt brydningsindeks og bruges derfor i hvidt farvepigment, bl.a. i lud. Som farvepigment markedsføres det under navnet titanhvidt. Titandioxid har været brugt til levnedsmiddelfarve og i slik, kosmetik og medicin (E171),  men det blev forbudt via en EU forordning  fra starten af 2022, pga. frygt for at det er kræftfremkaldende og muligvis påvirker DNA.
Titanhvidt er et godt dækkende hvidt pigment, der ikke påvirkes af sollys eller af luften. Det kan bruges i alle maleteknikker. Det leveres sommetider blandet med zinkhvidt og bariumsulfat. Farvestoffet har været produceret siden 1919.
Selvom Titandioxid i 1934 blev anset for ugiftig, er titandioxid i dag mistænkt for forskellige sundhedsmæssige skader.
| Citat                                                              | "»Man kan blandt andet se på titaniumdioxid og carbonblack, som findes i adskillige af vores madprodukter. Celle- og dyreforsøg viser, at de har mange tydelige skadevirkninger. De kan f.eks. give betændelsesreaktioner, lungeskader og celleskader, ...Titaniumdioxid bruges som et hvidt farvestof i solcreme, bestemte typer af slik og dressinger, for at nævne nogle eksempler." « | Citat |
| Steffen Loft, Institutleder på Institut for Folkesundhedsvidenskab | |       |

 .